# Ana
Ana je  žensko osebno ime.

## Izvor imena
Ime Ana je svetopisemsko ime, ki izhaja iz hebrejskega imena Hannäh v pomenu besede »ljubkost, milost«.

## Različice imena
Anči, Ančica, Ančika, Ančka, Anda, Ane, Anela, Anelija, Aneli, Anemari, Anemarija, Aneta, Ani, Anika, Ankica, Anita, Anja, Anka, Anna, Anuša, Anuška, Nana, Nani, Nanica, Nanika, Nanja, Nanča, Nuša, Nuši, Nuška

## Tujejezikovne oblike imena
- pri Angležih: Anne, Ann, Anny, Nancy
- pri Čehih: Anna, Anča, Ančka, Anda, Andula, Anička, Anina, Anka, Anuše, Nanynka
- pri Francozih: Anne, Annette, Nanette
- pri Italijanih; Anna
- pri Nemcih: Anne, Annina, Anni, Anenelie
- pri Rusih: Anja, Anuška
- pri Švedih: Anna, Annika

## Pogostost imena
Po podatkih Statističnega urada Republike Slovenije je bilo na dan 31. decembra 2007 v Sloveniji število ženskih oseb z imenom Ana: 29.442. Med vsemi ženskimi imeni pa je ime Ana po pogostosti uporabe uvrščeno na 2. mesto.

## Osebni praznik
V koledarju je ime Ana zapisano petkrat. Po apokrifnem Jakobovem protoevangeliju je bila Ana  Marijina mati in Joahimova žena. V koledarju sta skupaj z možem Joahimom zapisana 26. julija.
Pregled godovnih dni po novem bogoslužnem koledarju v katerih goduje Ana.
- 2. februar, Ana (prerok|prerokinja)
- 18. april, Anita (mučenec|mučenka)
- 7. junij, Ana Garzia (devica)
- 9. junij, Anamarija Taigi
- 26. julij, Ana (mati Device Marije)

## Zanimivosti
- Sveta Ana velja za zavetnico Bretanije, mater, vdov, mnogih poklicev, npr. ribičev, zlatarjev, krojačev in drugih.
- V Sloveniji je 58 cerkva sv. Ane.
- Po cerkvi sv. Ane je poimenovano naselje Sveta Ana v Slovenskih Goricah.